# Pe Werner
Pour les articles homonymes, voir Werner.
Pe Malou Werner (née le 13 octobre 1960 à Heidelberg) est une chanteuse et chansonnière allemande.

## Biographie
Pe Werner grandit dans le sud de la Hesse. Ses parents vivaient à Dresde en RDA jusqu'en 1957 avant de s'installer en République fédérale d'Allemagne. À trois ans, elle récite des poèmes de Wilhelm Busch, joue Polly dans L'Opéra de quat'sous de Brecht dans son école et compose ses propres chansons depuis l'âge de 16 ans.
Après l'abitur, Werner intègre dans les années 1980 la scène humoristique et de cabaret de sa ville natale et de la région environnante, notamment le Kabarett Dusche, un cabaret de chansonniers de Mannheim. Elle fait des apparitions dans l'émission Scheibenwischer de Dieter Hildebrandt.
Son premier album Weibsbilder (1989) avec des chansons pop de sa propre création a un succès d'estime. En 1991, elle se fait connaître avec l'album Kribbeln im Bauch qui est disque d'or et reçoit deux Echo (meilleure artiste féminine et meilleur espoir). Elle part en tournée en Allemagne avec le programme de cabaret solo Der kleine Lebenshunger zwischendurch. Lors de ses concerts en solo, elle apparaît toujours avec le pianiste Peter Grabinger, qui l'accompagne au piano et travaille parfois aussi comme complice.
Le concert caritatif Cover me d'AIDS-Hilfe en faveur de la Lebenshaus-Stiftung, initié par Dirk Bach, a lieu chaque année depuis 2002 et est soutenu musicalement par Pe Werner depuis le début.
Werner écrit et compose également pour d'autres artistes, dont Petra Zieger, Katja Ebstein, Milva, Barbara Schöneberger, Stefan Gwildis, Mireille Mathieu, Bernd Stelter, Michelle et Mary Roos. Le 6 mars 2008, elle participe à la sélection de l'Allemagne au Concours Eurovision de la chanson 2008 en tant qu'autrice-compositrice pour Carolin Fortenbacher avec le titre Hinterm Ozean. En finale, le titre prend la deuxième place derrière Disappear des No Angels.
Son onzième album Im Mondrausch sort chez Warner Music en 2009 et reçoit un German Jazz Award en 2011. Viennent ensuite les productions avec le WDR Big Band puis l'hommage à Marlene Dietrich Von Kopf bis Fuß en collaboration avec Götz Alsmann, Tim Fischer et l'Orchestre radiophonique de la WDR de Cologne.
En novembre 2013, l'album Ne Pinch Zimt paraît avec des chansons d'hiver et de Noël qu'elle a écrites, accompagnée par le hr-Bigband et le Deutsches Filmorchester Babelsberg. Elle en présente les titres dans son spectacle Gans oder nicht!, accompagnée du Trio de Luxe.
En 2015, Pe Werner célèbre ses 25 ans de carrière avec des concerts et sort son album anniversaire Von A nach Pe, créé en coopération avec le WDR Big Band et l'Orchestre radiophonique de la WDR de Cologne sous la direction de Jörg Achim Keller.
En 2018, Pe Werner est élue au conseil consultatif de l'Association des paroliers allemands et devient membre suppléant du conseil de surveillance de la GEMA.

## Discographie
Albums
- 1989 : Weibsbilder
- 1991 : Kribbeln im Bauch
- 1993 : Los!
- 1994 : Pe Werner
- 1996 : Etepetete
- 1997 : Die Hits
- 1998 : Eine Nacht voller Seligkeit
- 2000 : Herzkönigin
- 2002 : Beinfreiheit
- 2004 : Liebhaberstück
- 2004 : Essential 1989–1996
- 2006 : Dichtungen aller Art
- 2009 : Mondpoesie
- 2009 : Im Mondrausch
- 2011 : Mit großem Besteck
- 2011 : Turteltaub
- 2013 : Ne Prise Zimt
- 2014 : Ne Prise Zimt und mehr
- 2015 : Von A nach Pe (mit WDR Big-Band und WDR Rundfunkorchester)
- 2019 : Electrola … Das ist Musik! (Compilation)